# Амарінкей
Амарінкей (дав.-гр. Ἀμαρυγκεύς) — персонаж давньогрецької міфології, син фессалійця Піттія або Онесімаха, або Алектора. Батько Діора, учасника Троянської війни.
Разом з батьком прибув з Фессалії в Еліду, де з ним уклав союз Авгій і зробив його своїм воєначальником. У Квінта Смирненского згадана могила Амарінкея.
За іншими джерелами це Амарінкей був учасником Троянської війни, командувачем елеанів, який привів під Трою 15 кораблів. По смерті його були проведені поминальні ігри, у яких взяв участь Нестор. 